# Mademoiselle Guyot
Judith de Nevers, dite Mademoiselle Guyot, est une actrice française née en 1640 et morte le 30 juillet 1691.

## Biographie
Elle débute dans la troupe de Molière en 1672. 
Sociétaire de la Comédie-Française en 1680, elle est retraitée en 1685.